# Hegemonía cultural
En la filosofía marxista, hegemonía cultural es un concepto que designa la dominación de la sociedad, culturalmente diversa, por la clase dominante, cuya cosmovisión —creencias, moral, explicaciones, percepciones, instituciones, valores o costumbres— se convierte en la norma cultural aceptada y en la ideología dominante, válida y universal. La hegemonía cultural justifica el statu quo social, político y económico como natural e inevitable, perpetuo y beneficioso para todo el mundo, en lugar de presentarlo como un constructo social que beneficia únicamente a la clase dominante.
En filosofía y sociología, el término hegemonía cultural tiene connotaciones derivadas de la palabra griega ([ ἡγεμονία]), que indica (textual traducción) dominación o control político, económico o militar. En política, hegemonía es el método geopolítico de dominación imperialista indirecta, en el que el estado hegemónico gobierna a otros estados subordinados, bajo la amenaza de intervención como un medio implícito de poder, más que por la fuerza militar directa (invasión, ocupación o anexión).
La hegemonía cultural es un término desarrollado por Antonio Gramsci para analizar las clases sociales y la superestructura. Proponía que las normas culturales vigentes de una sociedad son impuestas por la clase dominante (hegemonía cultural burguesa), de manera que no deberían percibirse como naturales o inevitables, sino reconocidas como una construcción social artificial y como instrumentos de dominación de clase. Esta práctica sería indispensable para una liberación política e intelectual del proletariado, reivindicando y creando su propia cultura de clase.

## Hegemonía cultural como legado gramsciano
Se puede pensar que una teoría de la hegemonía gramsciana, emparentada con la superestructura de Marx y la teoría de la "maldad estructural" del teólogo de la liberación Walter Wink, puede contradecir a la teoría de clases de Karl Marx porque habría idealmente bases de contacto entre el ejercicio de la dirección política y el de la dirección intelectual (en una base social) y la importancia será avanzar, sumando cualquier tipo de alianza (interclasista si es necesario) con el fin de conquistar un modelo cultural y contraponerlo contra el hegemónico con lo que se lograría superar el desnivelamiento entre opresión y moral histórica, fractura que también se podría entender anteriormente como contradicción de clase.
El evolucionismo de Herbert Spencer fue fundamental a la hora de dotar de un esquema procapitalista aún a los proyectos que iban contra el liberalismo, como el comunismo. Bajo ese influjo, en el cual cayeron hasta los marxistas, la teoría de la hegemonía cultural se cumplía: en el Estado social, o fuera de éste, la lógica del "progreso" se mantiene.
Algunos autores actuales han desarrollado el concepto gramsciano de hegemonía. Íñigo Errejón ha considerado que dicho concepto es central en el análisis político actual definiendo la hegemonía como:

Ese tipo de poder político que construye una relación en la que un actor político es capaz de generar en torno a sí un consenso, en el que incluye también a otros grupos y actores subordinados. Es decir, un grupo o actor concreto con unos intereses particulares es hegemónico cuando es capaz de generar o encarnar una idea universal que interpela y reúne no sólo a la inmensa mayoría de su comunidad política sino que además fija las condiciones sobre las cuales quienes quieren desafiarle deben hacerlo.

No se trata sólo de ejercer un poder político sino además hacerlo con una capacidad de hacerlo incluyendo algunas de las demandas y reivindicaciones de los sentimientos y sentidos políticos de grupos subordinados despojándolos de su capacidad de cuestionar el orden hegemónico liderado por el actor hegemónico que lo dirige.

## Hegemonía cultural y pensamiento único
Cuando Jürgen Habermas cuestiona la idea de opinión pública, la idea que está detrás es la misma: la cultura es un poderoso inmovilizador de la capacidad reinventiva de los pueblos y sus valores son la manera en que todo orden burgués se perpetúa más allá de los lamentos de elementos más ortodoxos de distintas tendencias económicas capitalistas. Sin embargo, él mismo declara no trabajar en ese sentido y declina abandonar la cultura burguesa en pos de un proyecto invisible, pese a ser un pensador de la Escuela crítica.
En la globalización, el problema se radicaliza. El Mercado adopta un sitial -incluso discursivamente irrenunciable- y su dominio profundiza la manera en que el capitalismo se transforma en la única manera de entender el desarrollo de la especie humana. Para autores contemporáneos que trabajan el tema de hegemonía y cultura (Noam Chomsky, Ignacio Ramonet, Samir Amin), la globalización extiende el control de la minoría privilegiada contra la mayoría subordinada en un marco en el cual se anexa progresivamente el pensamiento desregulado de Mercado con un proyecto cultural hegemónico en el planeta.